# Frigento
Frigento är en kommun i provinsen Avellino, i regionen Kampanien. Kommunen hade 3 663 invånare (2017) och gränsar till kommunerna Carife, Flumeri, Gesualdo, Grottaminarda, Guardia Lombardi, Rocca San Felice, Sturno samt Villamaina.